# Белоусовский сельский совет (Чернухинский район)
Белоусовский сельский совет (укр. Білоусівська сільська рада) — входит в состав
Чернухинского района
Полтавской области
Украины.
Административный центр сельского совета находится в 
с. Белоусовка.

## Населённые пункты совета
- с. Белоусовка
- с. Синяковщина
- с. Сухая Лохвица